# سنگالیا سنگال
سنگالیا سنگال (نام علمی: Acacia senegal) نام یک گونه از سرده سنگالیا است.